# Белабр
Белабр (фр. Bélâbre) насеље је и општина у централној Француској у региону Центар (регион), у департману Ендр која припада префектури Блан.
По подацима из 2011. године у општини је живело 1026 становника, а густина насељености је износила 25,56 становника/km². Општина се простире на површини од 40,14 km². Налази се на средњој надморској висини од 107 метара (максималној 156 m, а минималној 95 m).

## Демографија
| 1962. | 1968. | 1975. | 1982. | 1990. | 1999. | 2011. |
| ----- | ----- | ----- | ----- | ----- | ----- | ----- |
| 1.277 | 1.336 | 1.260 | 1.067 | 1.062 | 1.029 | 1.026 |

График промене броја становника у току последњих година